# (90480) Ulrich
(90480) Ulrich est un astéroïde de la ceinture principale.

## Description
(90480) Ulrich est un astéroïde de la ceinture principale. Il fut découvert le 15 février 2004 aux Monts Santa Catalina par le projet CSS. Il présente une orbite caractérisée par un demi-grand axe de 3,22 UA, une excentricité de 0,11 et une inclinaison de 19,6° par rapport à l'écliptique.

## Compléments